# Tensung Wangpo
Tensung Wangpo, ook wel Karma Tensung (? - 1611?), was de vierde koning uit de Tsang-dynastie in de regio Tsang in Tibet. Hij volgde zijn broer Künpang Lhawang Dorje op. Hij werd opgevolgd door Püntsog Namgyal, de zoon van zijn broer en tweede koning van Tsang, Thutob Namgyal.